# Kultura Srbije
Kultura Srbije (srbsko: Srpska kultura), države v jugovzhodni Evropi, se najprej sklicuje na opazne kulturne prakse njenih prebivalcev (7.500.000, ocena 2017).
Koncept srbske kulture se nanaša na kulturo Srbije in bolj na splošno, na kulturo vseh Srbov, ki živijo na ozemlju nekdanje Jugoslavije in drugod po svetu. Nanjo je močno vplivala tradicija, zlasti v umetnosti, obrti in glasbi. Ta tradicionalna kultura se je oblikovala v srednjem veku pod vplivom Bizantinskega cesarstva in pravoslavne cerkve. V petih stoletjih otomanske prisotnosti se je ohranil v družinskih tradicijah in v samostanih, medtem ko se je še naprej razvijal v regijah, ki so jih nadzorovali Habsburžani in Republika Raguza. 
V začetku 19. stoletja je po prvem in drugem srbskem uporu proti Turkom doživela nov razcvet z močnim vplivom zahodne kulture. To je bilo v veliki meri posledica velike srbske manjšine v Avstrijskem cesarstvu, ki je v 19. stoletju posodobila državni aparat. 
Po letu 1945 in v času Socialistične federativne republike Jugoslavije je srbska kultura preko samoupravnega programa trpela vpliv titoizma, socialističnega režima, ki je imel posebnost, da je bil odprt navzven, zato je srbska kultura hkrati še naprej prejemala vpliv zahodne kulture, hkrati pa ohranila močno impregnacijo svoje tradicionalne pravoslavne kulture.